# Johannes Chrysostomos

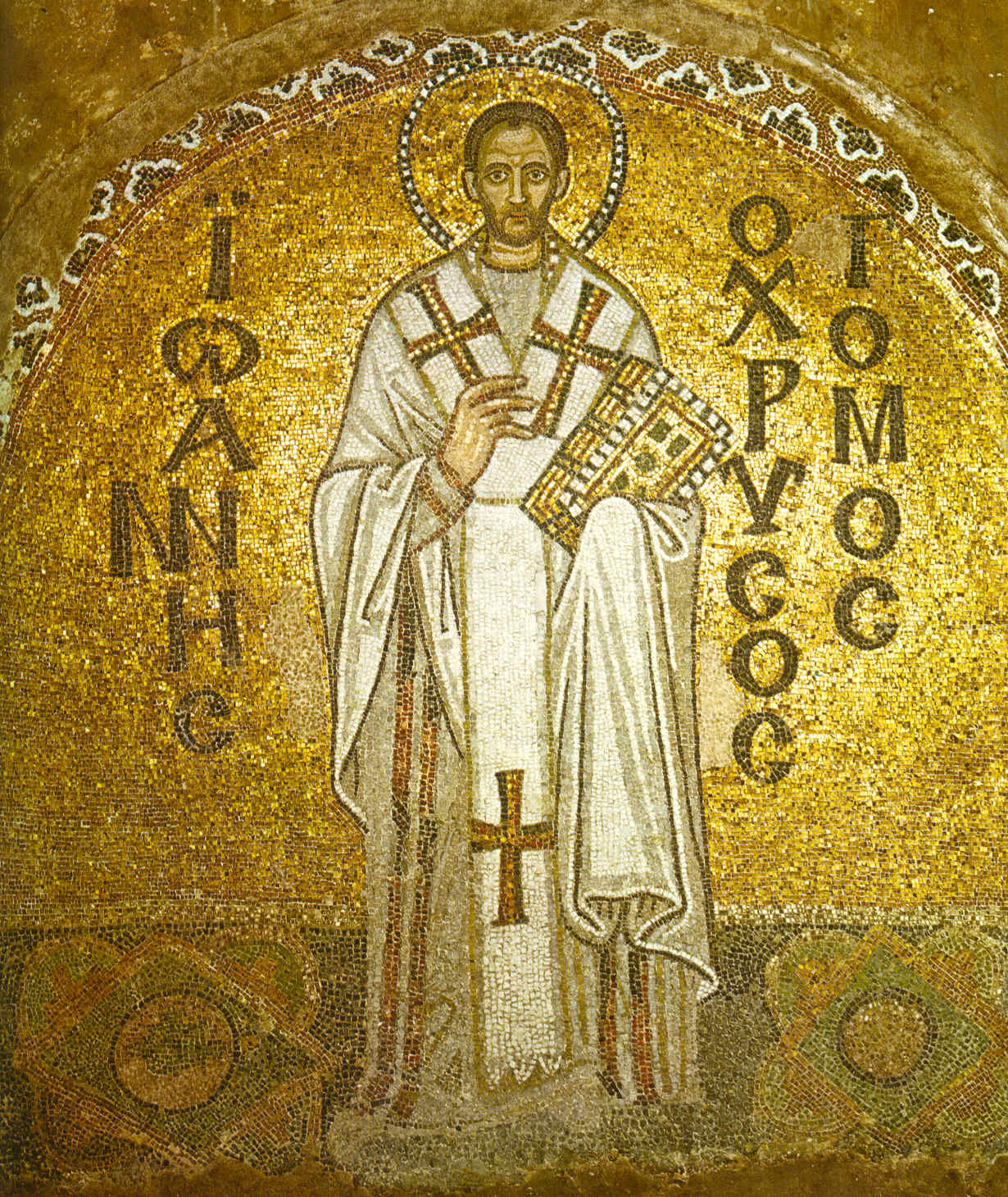
Johannes Chrysostomos, frühbyzantinisches Mosaik in der Hagia Sophia, Istanbul

Johannes von Antiochia (Ἰωάννης τῆς Ἀντιόχειας, * 349 oder 344 in Antiochia am Orontes; † 14. September 407 in Komana Pontika) war Presbyter in Antiochia und Erzbischof von Konstantinopel und gilt als einer der größten christlichen Prediger. Im 6. Jahrhundert wurde ihm der Beiname Chrysostomos (griech. Ἰωάννης ὁ Χρυσόστομος, Goldmund) gegeben, unter dem er heute bekannt ist. In den östlich-orthodoxen Kirchen wird er seit dem 10. Jahrhundert als einer der drei heiligen Hierarchen verehrt, zusammen mit Basilius dem Großen und Gregor von Nazianz. Für das westliche Christentum ist er einer der vier Kirchenlehrer des Ostens (zusammen mit Athanasius von Alexandria und den erwähnten Basilius und Gregor).
Er wurde als Asket verehrt und war für seine Begabung in der öffentlichen Rede wie auch wegen seines Auftretens gegen den Missbrauch der kirchlichen und staatlichen Autorität bekannt. Umstritten sind seine massiv negativen Äußerungen über Juden in seinen frühesten erhaltenen Predigten.

## Kirchengeschichtliche Zeitumstände
Chrysostomos wurde mitten im arianischen Streit geboren und wurde zur Zeit des ersten Konzils von Konstantinopel zum Diakon geweiht. Er war als Theologe eine Generation jünger als die kappadokischen Väter Basilius von Caesarea, Gregor von Nazianz und Gregor von Nyssa und ein Zeitgenosse Ambrosius’ von Mailand und des westlichen Kirchenlehrers Augustinus von Hippo. Johannes Chrysostomos war mit Theodor von Mopsuestia und Theodor von Tyana befreundet.
Eine wesentliche Rolle in seinem Leben spielte auch die theologische Rivalität zwischen den Patriarchaten von Alexandria und Antiochia.

## Leben
Johannes wurde in Antiochia als Kind hoch angesehener Eltern geboren: Sein Vater Secundus, ein hoher Offizier im Oberkommando der römischen Ostarmee, starb bald nach seiner Geburt; er wurde von seiner christlichen Mutter Anthusa erzogen, mit der ihn eine enge Beziehung verband. Mit 14 oder 15 Jahren war die Schulzeit beendet. Weil seine Mutter wohlhabend war, konnte er danach an der „Schule der Rhetoren und Philosophen“ weiterstudieren, nämlich Rechtswissenschaft unter dem heidnischen Lehrer Libanius.

### Taufe und Wirken als Mönch und Kleriker
Mit zwanzig Jahren ließ er sich als Katechumene eintragen, studierte unter Diodor, Bischof von Tarsus, einem Leiter der neueren antiochenischen Schule, und wurde drei Jahre später von Bischof Meletius von Antiochien getauft, dessen Assistent er in dieser Zeit wurde (die damals übliche Probe- und Lernzeit für Taufkandidaten) und der ihn 371 zum Lektor bestimmte.
Sein Wunsch, sich als Mönch in die Einsamkeit zurückzuziehen, traf bei seiner Mutter auf starke Opposition. Er versprach ihr, sie nicht zu verlassen, solange sie lebte, und führte mit drei gleichgesinnten Freunden in ihrem Haus ein Klosterleben. Nach ihrem Tod im Jahre 372 schloss er sich den Mönchen in den syrischen Bergen an und verbrachte vier Jahre mit ihnen und zwei weitere Jahre in völliger Einsamkeit. Dabei zog er sich in eine Höhle zurück, las ständig die Bibel und gönnte sich nur ein Minimum an Schlaf. Schließlich zwang ihn sein schlechter Gesundheitszustand zur Rückkehr nach Antiochia. Johannes wurde 381 zum Diakon und 386 von Flavian von Antiochia zum Presbyter geweiht. In den nächsten zwölf Jahren gewann er in der gesamten Griechisch sprechenden Kirche hohe Popularität durch seine rednerische Begabung.
In der Fastenzeit 387 hatte die Bevölkerung von Antiochia aus Protest gegen neue Steuern die Statuen von Kaiser Theodosius I. und seiner Familie zerstört. Tags darauf wurden zur Vergeltung einige Einwohner, darunter auch Kinder, getötet. In der folgenden Zeit der Angst vor weiteren kaiserlichen Vergeltungsaktionen hielt Chrysostomos ermahnend, beruhigend und tröstend zwanzig Predigten und hielt so die Lage unter Kontrolle, bis Bischof Flavian in Konstantinopel den Pardon des Kaisers erreicht hatte. Diese Predigten sollen einen solchen Eindruck gemacht haben, dass sich viele Heiden zum Christentum bekehrten.

### Ernennung zum Patriarchen von Konstantinopel

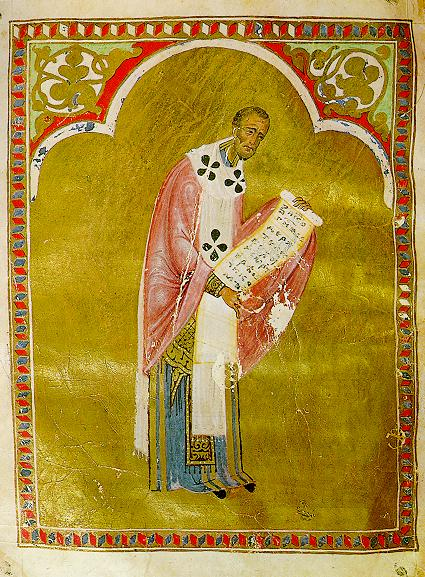
Johannes Chrysostomos nach einer russischen Miniatur, 13. Jahrhundert

397 wurde Johannes gegen seinen Wunsch zum Erzbischof von Konstantinopel, der damals reichsten Stadt des römischen Reiches, ernannt. Er trat sein Amt als Patriarch wenige Jahre nach dem Tod von Theodosius I. an, in einer Zeit, als Hofintrigen florierten. Kaiser Arcadius, der in Konstantinopel regierte, wurde durch seinen ehrgeizigen Günstling Eutropius beeinflusst, dem allerdings die Kaiserin Aelia Eudoxia nicht gewogen war. Die Wahl von Chrysostomos war durch Eutropius zustande gekommen, entgegen dem Wunsch des Patriarchen Theophilus von Alexandria, der für einen Kandidaten seiner eigenen theologischen Richtung lobbyiert hatte. Dessen ungeachtet wurde Chrysostomos am 26. Februar 398 inthronisiert.
Die Kirche von Konstantinopel agierte zu jener Zeit nicht durchweg nach christlichen Idealen. Priester, die vorgaben, zölibatär zu leben – was in der Ostkirche niemals Pflicht war –, teilten den Haushalt mit so genannten „geistlichen Schwestern“ oder lebten in ähnlichem Luxus wie die kaiserlichen Potentaten. Die Finanzlage der Kirche war desolat und kaum jemand kümmerte sich um die Gemeinde. Die Gottesdienste wurden zu Zeiten gehalten, die den Reichen angenehm waren, konnten jedoch vom arbeitenden Volk nicht besucht werden. Während seiner Zeit als Bischof lehnte Johannes die Veranstaltung verschwenderischer Gastmähler ab und kümmerte sich stattdessen um eine Reform des Klerus. Er befahl den „geistlichen Schwestern“, aus den Häusern unverheirateter Priester auszuziehen, zwang die Priester zu einem bescheideneren Leben, verkaufte die Luxusgegenstände im Bischofspalast, um die Hungrigen zu speisen, und brachte die Finanzen der Kirche unter rigorose Kontrolle. Ebenso befahl er, die Kirchen dann zu öffnen, wenn das arbeitende Volk sie besuchen konnte. Diese Maßnahmen brachten ihm Ansehen beim Volk, aber die Missgunst der Wohlhabenden und des Klerus. In einer Predigt bald nach seiner Ankunft sagte er, „das Volk preist den Vorgänger, um den Nachfolger abzusetzen“.

### Machtkämpfe und Intrigen, erste Verbannung
Eutropius hatte sich von der Wahl des Chrysostomos kirchliche Toleranz gegenüber seiner Lebensweise erhofft und bereute nun seine Bischofswahl. Auch Patriarch Theophilos von Alexandria wartete auf eine Gelegenheit zuzuschlagen. Er hatte vier ägyptische Mönche (bekannt als „die langen Brüder“) wegen ihrer Unterstützung der Lehren des Origenes gemaßregelt. Sie flohen und wurden von der mit Johannes befreundeten Diakonin Olympias von Konstantinopel in ihrer Pilgerherberge aufgenommen und von Johannes willkommen geheißen.
Im Januar 399 fiel Eutropius in Ungnade, und das Volk versuchte, sich an ihm zu rächen. Eutropius floh in die (konstantinische) Hagia Sophia und suchte am Altar Asyl. Als seine Verfolger kamen, stand Chrysostomos ihnen im Weg und verteidigte das Leben seines Feindes, erst gegen das Volk, dann gegen die Armee und schließlich gegen den Kaiser selbst. Als Eutropius des Nachts die Kirche heimlich verließ, wurde er jedoch gesehen, ergriffen und getötet.
Kurz darauf kam es zu einer weiteren Krise: Im Bund mit dem gotischen Heerführer Tribigild erpresste der kaiserliche General Gainas Arcadius, ihn zum Oberkommandierenden der Armee zu ernennen und ihm zwei hochrangige Männer als Geiseln zu überlassen. Chrysostomos verhandelte mit Gainas und erreichte die Freilassung der Geiseln. Kurz darauf forderte Gainas, auch er ein arianischer Gote, eine der Kirchen von Konstantinopel für sich und seine Soldaten. Wieder verhandelte Chrysostomos, widersprach aber so energisch, dass Gainas schließlich nachgab. Die Bevölkerung war unterdessen jedoch in Aufruhr geraten, so dass in einer Nacht mehrere Tausend gotische Soldaten umgebracht wurden.
Chrysostomos bekam indes eine weitere Feindin in Eudoxia, der Frau des Kaisers Arcadius, die sich von seinen Predigten gegen die Torheit des Luxus getroffen fühlte. Um ihn zu beeinflussen, gab sie große Spenden für die Kirche. Chrysostomos bedankte sich, predigte aber weiter. Schließlich schmiedeten Eudoxia, Theophilus und andere ein Bündnis gegen ihn. 403 beriefen sie eine Synode ein, um Johannes unter anderem anzuklagen, die Irrlehren des Origenes vertreten zu haben. Er wurde abgesetzt und verbannt, jedoch von Eudoxia alsbald zurückgerufen, da das Volk über seine Abreise überaus verärgert war und ein Erdbeben als Zeichen des Zornes Gottes wertete.

### Zweite Verbannung und Tod
Der Frieden war von kurzer Dauer. Als eine silberne Statue der Eudoxia in der Nähe seiner Kathedrale errichtet wurde, lehnte Johannes es ab, die Einweihungszeremonie durchzuführen, mit den Worten: „wieder rast Herodias; wieder verfällt sie dem Wahn; wieder verlangt sie den Kopf des Johannes auf einer Schüssel“ (anspielend auf den Tod Johannes des Täufers). Wiederum wurde er verbannt, diesmal nach Cucusus im (damaligen Groß-)Armenien (heute Göksun in der Türkei), auf 1400 Metern Höhe mitten im Antitaurus gelegen. Johannes Cassianus (um 360–435), der Diakon von Johannes Chrysostomos, wurde mit der Bitte um Unterstützung nach Rom zu Papst Innozenz I. geschickt. Dieser veranlasste 404/405 die Aussendung einer diplomatischen Delegation (darunter Gaudentius von Brescia) nach Konstantinopel, die jedoch auf erbitterten Widerstand der oströmischen Autoritäten stieß. Gaudentius entkam nur knapp härteren Repressalien. Aus Dank für sein Engagement schrieb ihm Johannes mehrere Briefe.
Die Briefe des Johannes übten in Konstantinopel großen Einfluss aus. Daraufhin wurde er noch weiter, nach Pityus (am östlichen Rand des Schwarzen Meeres), verbannt, damals der östlichste Vorposten des Römischen Imperiums. (Heute heißt der Ort Pizunda und liegt etwa 75 Kilometer nordwestlich von Suchumi in Georgien.) Dieses Ziel erreichte er jedoch nicht, da er auf dem Gewaltmarsch dorthin in der Nähe von Comana Pontica (heute Gümenek in der nordöstlichen Türkei) starb. Er wurde in der Kapelle des Märtyrers Basiliscus, im heutigen Bizeri gelegen, beigesetzt. Der Kirchenlehrer Kyrill von Alexandria widersetzte sich einer Rehabilitierung Chrysostomos’ und war noch lange von seiner Schuld überzeugt.
Die Gebeine des Chrysostomos wurden am 27. Januar 438 durch Proklos von Konstantinopel in einer feierlichen Prozession nach Konstantinopel überführt und dort in der Apostelkirche beigesetzt, wo sie 1204 beim Vierten Kreuzzug von lateinischen Christen geraubt, nach Rom gebracht und dort 800 Jahre lang im Petersdom aufbewahrt wurden. Erst am 27. November 2004 gab sie Papst Johannes Paul II. dem orthodoxen Patriarchen Bartholomäus I. zurück; sie sind seitdem in einem Schrein in der Georgskirche im Istanbuler Stadtteil Phanar zur Verehrung ausgestellt.

## Theologie

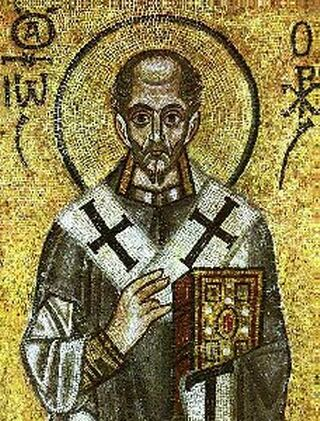
Johannes Chrysostomos

Chrysostomos stand gegenüber Arianern und Novatianern klar auf der Seite des kirchlichen Konsensus, aber er befasste sich wenig mit den Feinheiten der Dogmatik und theologischen Kontroversen. Er betonte die praktische Frömmigkeit anstelle einer unfruchtbaren, rein dogmatischen Rechtgläubigkeit.

### Exegese
Berühmt wurden seine Auslegungen biblischer Abschnitte und seine sittliche Unterweisung. Als seine wertvollsten Werke gelten die Homilien auf verschiedene biblische Bücher. Sein unmittelbares Verständnis der Schrift (im Gegensatz zur alexandrinischen Allegorese) machte die Themen seiner Predigten ausgesprochen lebensnah und sozial, da sie sich mit einer christlichen Lebensgestaltung befassten. Er lehnte die zeitgenössische Tendenz zur Allegorie ab, sprach stattdessen schlicht und einfach und leitete aus den biblischen Passagen Anwendungen zum täglichen Leben ab.

### Egalitäre Sozialkritik
Unter den Kirchenvätern gehörte Chrysostomos zusammen mit Basilius dem Großen und Gregor von Nazianz zu den schärfsten Kritikern von Luxus und der Ausbeutung der Armen. Er legte Wert auf das Almosengeben und kümmerte sich um die geistlichen und weltlichen Belange besonders der Armen. Er klagte auch den Missbrauch von Reichtum und persönlichem Besitz an, wobei er beispielsweise im Fall der Kaiserin Eudoxia sehr undiplomatisch vorging.
Bezüglich der sozialen Verhältnisse seiner Zeit ging er davon aus, dass der Mensch, Mann und Frau, von Gott frei und gleich geschaffen worden sei. Durch den Sündenfall habe er jedoch die Fähigkeit zur Selbstregierung verloren und sei in eine dreifache Unterwerfung gekommen: Frauen unter den Mann, Sklaven unter den Herrn, Untertanen unter den Herrscher. Diese Unterwerfung sei ein göttliches Mittel zur Disziplinierung. So wurden diese Verhältnisse einerseits gerechtfertigt, andererseits prinzipiell verurteilt. Er fordert dazu auf, überflüssige Sklaven freizulassen und ermahnte dazu, Sklaven menschlich zu behandeln und auszubilden, so dass sie, wenn freigelassen, für sich selbst sorgen konnten. Andererseits forderte er wie seine Zeitgenossen Ambrosius von Mailand und Augustinus von Hippo die Sklaven zum Gehorsam um Christi willen auf. In der Praxis kaufte Chrysostomos selbst noch während seiner Verbannung Kriegsgefangene aus der Sklaverei frei durch Gelder, die ihm seine geistliche Tochter Olympias von Konstantinopel sandte. Ebenso beweisen seine Briefe an sie, dass er zumindest dieser Frau große Hochachtung entgegenbrachte und sie intellektuell, geistlich und charakterlich auf der gleichen Stufe wie einen Mann sah.

### Antijudaismus
Chrysostomos hat in seinen Werken häufig Juden verurteilt und verhöhnt und gilt deshalb als Vertreter des christlichen Antijudaismus. So schrieb er um 390 in der sechsten seiner Predigten Adversus Iudaeos, die sich indirekt gegen judaisierende Christen richteten:

„Weil ihr Christus getötet habt, weil ihr gegen den Herrn die Hand erhoben habt, weil ihr sein kostbares Blut vergossen habt, deshalb gibt es für euch keine Besserung mehr, keine Verzeihung und auch keine Entschuldigung. Denn damals ging der Angriff auf Knechte, auf Mose, Jesaja und Jeremia. Wenn auch damals gottlos gehandelt wurde, so war das, was verübt wurde, noch kein Todeswürdiges. Nun aber habt ihr alle alten Untaten in den Schatten gestellt durch die Raserei gegen Christus. Deshalb werdet ihr auch jetzt mehr gestraft. Denn, wenn dies nicht die Ursache eurer gegenwärtigen Ehrlosigkeit ist, weshalb hat euch Gott damals ertragen, als ihr Kindesmord begangen habt, wohingegen er sich jetzt, da ihr nichts derartiges verübt, von euch abwendet? Also ist klar, dass ihr mit dem Mord an Christus ein viel schlimmeres und größeres Verbrechen begangen habt als Kindesmord und jegliche Gesetzesübertretung.“

Chrysostomos hat aber bei der ebenfalls in Antiochia gepredigten Auslegung des Römerbriefs die Auserwählung Israels bekräftigt.

### Heiden
Als Bischof von Konstantinopel setzte Chrysostomos in seiner Arbeit auch einen Schwerpunkt auf die Mission der Heiden. Einerseits wollte er die Anhänger der alten Kulte christianisieren, andererseits auch den Einfluss seines Bischofssitzes ausweiten.
Er weihte u. a. den gotischen Priester Unila zum Bischof und schickte ihn zur Arbeit unter den Goten auf die Krim. Er wollte auch unter der Landbevölkerung in Thrakien das Evangelium verkünden lassen und ermahnte dazu die Großgrundbesitzer seiner Predigtgemeinde, auf ihren Landsitzen jeweils eine Kirche errichten zu lassen und einen Priester anzustellen. Auch für das Schicksal der Christen in Persien interessierte er sich und erreichte durch einen Gesandten, dass dort den Christen mit mehr Toleranz begegnet und auch der Kirchenbau gestattet wurde.
Um die alten Kulte zurückzudrängen, unterstützte er Bestrebungen, die die Schließung von Tempeln zum Ziel hatten: So ermöglichte er 401 Porphyrios, dem Bischof von Gaza, eine Audienz bei der oströmischen Kaiserin Eudoxia. Auf deren Betreiben hin wurde Kaiser Arcadius dazu veranlasst, die Tempel in Gaza durch kaiserliche Truppen zerstören zu lassen.
Noch im Exil verwandte er sich für sein Anliegen der Mission: Unterwegs gewann er z. B. einen Einsiedler dafür, seine Klause zu verlassen und nach Phönizien (etwa der heutige Libanon) in die Mission zu gehen. Auch aus seinem Briefwechsel mit Olympias werden missionarische Anliegen deutlich.

## Predigtstil
Chrysostomos bereitete seine Predigten gut vor, sprach dann aber immer frei, ohne einen Zettel in der Hand zu halten. Die Predigten wurden von Stenographen mitgeschrieben. Deren Stenogramme überarbeitete er dann und publizierte sie.
Über die Aufgabe des Predigers sagte Johannes Chrysostomos:

„Wir bekleiden nur den Rang eines mahnenden Ratgebers. Der Ratgeber sagt seine Meinung, ohne auf den Zuhörer einen Zwang auszuüben; er stellt es diesem anheim, sich für oder gegen das Gesagte zu entscheiden. Nur dafür trägt er die Verantwortung, wenn er nicht nach bestem Wissen und Gewissen spricht.“

Chrysostomos war ein sehr populärer Prediger, der die Nähe seiner Zuhörer brauchte. Beim einfachen Volk war er überaus beliebt; bei den Wohlhabenden weniger, weil er den Besitz von Reichtum scharf kritisierte, ebenso das modische Verhalten der Damen der Oberschicht:

„Reich ist nicht, wer viel hat, sondern wer wenig braucht – arm ist nicht, wer wenig hat, sondern wer viel begehrt.“

Er hielt grundsätzlich daran fest, dass die Worte des Predigers auch beißen wollen. Gleichzeitig war er bemüht, seine Hörer zurechtzuweisen, ohne sie zu verletzen. Seine Sprache ist sehr direkt und (meistens) gekoppelt mit einer sonst seltenen Einfühlungsgabe.
Er greift in seinen Predigten Vorurteile auf, in denen die Leute gefangen waren, setzt sich mit Parodien auf Bibelworte auseinander, flicht Zitate griechischer Dichter und Philosophen ein, ebenso wie Sprichwörter seiner Zeit. Er verwendet viele Bilder, gerne aus dem Bereich der Medizin, der Welt des Sports und des Krieges und bringt viele Beobachtungen aus dem Alltag mit ein.
Er vergleicht die Heilige Schrift mit einer „blumenübersäten Wiese“, einem „reichen Bergwerk“ oder einer „Edelsteinsammlung“. Bei der Schriftauslegung achtet er genau auf die Unterschiede zwischen den einzelnen biblischen Büchern. In seinen Predigten und anderen Schriften finden sich rund siebentausend Zitate aus dem Alten und etwa elftausend aus dem Neuen Testament.
Einen großen Teil der Predigt widmet er der Ermahnung, wobei er sich besonders als Anwalt der Armen versteht und von allen seinen Gemeindemitgliedern eine christliche Lebensführung einfordert.

„Wenn ihr vom Beten müde seid und nicht empfangt, bedenkt, wie oft ihr einen armen Mann habt rufen hören und nicht auf ihn gehört habt.“ „Nicht darum, weil ihr eure Hände ausstreckt [Anm.: antike Gebetshaltung], werdet ihr gehört werden. Streckt eure Hände nicht aus zum Himmel, sondern zu den Armen!“ Auch auf die silbernen Nachttöpfe mancher Reichen spielt er an: „Während der eine Hunger leidet, ist der andere toll und voll; während der eine auf Silber seine Notdurft verrichtet, hat der andere nicht einmal ein Stück Brot. Welche Verrücktheit! Welch grenzenlose Verwilderung!“

Zu den Schmähreden, die er vor allem gegen die Judaisierer, aber auch gegen andere geführt hat, ist folgendes zu sagen:
Das Schreckliche und Grausige wie auch die Schwarzweißmalerei entsprach dem Geschmack der Zeit. Der berühmte Rhetorikprofessor Libanius brachte seinen Studenten, unter denen auch Johannes Chrysostomos war, bei, in ihren Reden dicke Farben aufzutragen. Libanius selbst scheute nicht vor offensichtlichen Übertreibungen zurück. Er hat z. B. Mönche attackiert, sie fräßen mehr als Elefanten und seien große Säufer. So entsprach Chrysostomos in gewisser Weise dem Stil seiner Zeit. Er bedachte nicht nur Gegner, sondern auch seine eigene Gemeinde mit deftigen Worten:

„Wir predigen, Christus habe ein großes Werk vollbracht, indem er aus Menschen Engel machte. Wenn man dann die Beweise fordert und verlangt, wir sollen doch aus unserer Herde Beispiele dafür erbringen, so müssen wir still sein aus Furcht, anstatt Engel in Wirklichkeit Schweine aus dem Saustall und geile Hengste vorzuführen… Wahrlich, in der Gegenwart ist alles heruntergekommen und verderbt: die Kirche unterscheidet sich nicht von einem Ochsen-, Esel- und Kamelstall, und wenn ich herumgehe, um ein Schäflein zu suchen, so kann ich keines finden. Alle schlagen um sich wie Rosse und Wildesel und machen ringsum alles voll Schmutz, solche Reden führen sie.“

Ebenso aber gibt es den Überschwang der Gefühle im positiven Sinn. Anlässlich der Überführung von Märtyrer-Reliquien nach Konstantinopel sagte er etwa:

„Was soll ich sagen, wovon soll ich reden? Ich hüpfe und bin außer mir…ich fliege und tanze und fühle mich emporgehoben und bin trunken von geistiger Freude.“

Oder über das Gewicht der Psalmen in der Liturgie:

„Nichts vermag so sehr die Seele zu erheben und zu beflügeln, Distanz zum Irdischen zu schaffen, sie von der Erde, von den Banden des Körpers zu befreien und sie zur Meditation zu führen wie das Zusammenklingen der Stimmen und die göttliche Melodie, die sich daraus erhebt.“

Alles in allem war er ein Prediger, der seine Zuhörerschaft in Begeisterung versetzte und dementsprechend viel Beifall erntete.

## Werke
Von keinem Kirchenvater sind so viele Werke erhalten wie von Chrysostomos: Abhandlungen, Predigten und Briefe. Unter den Predigten gibt es Kommentarreihen über Bücher des Alten und Neuen Testaments, Predigtreihen zu bestimmten Themen und zahlreiche Einzelpredigten. Die 238 erhaltenen Briefe wurden alle im Exil geschrieben.
- Divi Io. Chrysostomi Homilia, De Eo Quod Dixit Apostolus, Utinam Tolerassetis Paululum Quiddam Insipientiae Meae / Fabritio Capitone Interprete. – Basileae : Apud Andream Cratandrum, 1519. Digitalisierte Ausgabe der Universitäts- und Landesbibliothek Düsseldorf

### Die Göttliche Liturgie
Zwei seiner Schriften verdienen spezielle Erwähnung. Johannes harmonisierte das liturgische Leben der Kirche, indem er die Gebete und die Abschnitte der Göttlichen Liturgie sowie die Feier der heiligen Eucharistie reformierte. Die orthodoxen Kirchen des byzantinischen Ritus feiern gewöhnlich die Göttliche Liturgie des Johannes Chrysostomos, zusammen mit den mit Rom verbundenen katholischen Kirchen des byzantinischen Ritus. Diese Kirchen des byzantinischen Ritus verlesen auch eine Chrysostomos zugeschriebene katechetische Homilie zu jedem Osterfest, dem größten Fest des Kirchenjahres.

## Bedeutung
Johannes war ein ausgezeichneter Prediger. Als Theologe ist er bis heute für die östliche Christenheit von immenser, für die westliche Christenheit allerdings von geringerer Bedeutung. Seine Verbannungen zeigten, dass in dieser Periode die weltliche Macht die Kirche beherrschte. Sie zeigten auch die Rivalität zwischen Konstantinopel und Alexandria, die sich in einem heftigen Rangstreit befanden. Diese gegenseitigen Feindseligkeiten trugen zum Niedergang der Kirche des östlichen Reiches bei. Unterdessen war im Westen seit dem 4. Jahrhundert Rom zum unbestrittenen Primat aufgestiegen. Ein interessanter Punkt in der weiteren Entwicklung des Papsttums ist die Tatsache, dass die Proteste Innozenz’ nichts genützt hatten: Sie demonstrierten den schwindenden Einfluss des römischen Bischofs im Osten.
Interessant ist ein Vergleich zwischen Johannes Chrysostomos und seinem Zeitgenossen Ambrosius von Mailand, die beide eine ähnliche Ethik vertraten. Schon damals zeigte sich eine unterschiedlich starke Abhängigkeit der Kirche vom Staat im Westen und im Osten. Ambrosius, der Bischof von Mailand (nicht Patriarch von Rom), konfrontierte Theodosius I., den mächtigsten Kaiser seiner Zeit, und behielt die Oberhand. Chrysostomos, der Patriarch von Konstantinopel, hingegen wurde von dem schwachen Kaiser Arcadius abgesetzt und verbannt.

## Gedenktag
- Orthodox: 13. November
- Katholisch/evangelisch/anglikanisch: 13. September – vor der Kalenderreform des Zweiten Vatikanischen Konzils (1962–1965) war der Gedenktag am 27. Januar.[8]

## Patronate
Johannes Chrysostomos ist der Schutzpatron der Beter, Redner und Prediger.

## Ikonographie
Seine Attribute sind ein Bienenkorb oder ein Engel.

## Trivia
- Nach Johannes Chrysostomos (Kirchenslawisch Иоанн Златоуст – Ioann Slatoust) ist die russische Stadt Slatoust im südlichen Ural benannt.

- Wolfgang Amadeus Mozarts Taufname lautet „Johannes Chrysostomos Wolfgangus Theophilus“ – entsprechend dem Gedenktag des Heiligen, an dem er geboren wurde und der erst nach dem Zweiten Vatikanischen Konzil (1962–1965) verlegt wurde.

- Der Name der Figur Goldmund in Hermann Hesses Erzählung Narziß und Goldmund erinnert an Johannes Chrysostomos, da der Beiname Chrysostomos „Goldmund“ bedeutet. Johannes Chrysostomos wird in der Erzählung zweimal als Goldmunds Namenspatron erwähnt. Die Namen Narziß und Goldmund passen allerdings nicht zu den Namensträgern, sondern viel eher zur jeweils anderen Figur. So war der Kirchenlehrer Johannes Chrysostomos für seine Eloquenz und als Asket bekannt. Diese Eigenschaften treffen nicht auf Goldmund zu, sondern auf Narziß.[9]

### Lexikonartikel, Gesamtdarstellungen
- Rudolf Brändle: Johannes Chrysostomus. In: Religion in Geschichte und Gegenwart (RGG). 4. Auflage. Band 4, Mohr-Siebeck, Tübingen 2001, Sp. 525–526.
- Jean-Marie Leroux: Johannes Chrysostomus (ca. 350–407). In: Theologische Realenzyklopädie (TRE). Band 17, de Gruyter, Berlin / New York 1988, ISBN 3-11-011506-9, S. 118–127. (abgerufen über De Gruyter Online)
- Rudolf Brändle: Johannes Chrysostomus. Bischof, Reformer, Märtyrer. Stuttgart 1999, ISBN 3-17-013780-8.
- Stephan Verosta: Johannes Chrysostomus. Staatsphilosoph und Geschichtstheologe. Graz 1960.
- Karl Heinz Uthemann: Johannes Chrysostomos. In: Biographisch-Bibliographisches Kirchenlexikon (BBKL). Band 3, Bautz, Herzberg 1992, ISBN 3-88309-035-2, Sp. 305–326 (Artikel/Artikelanfang im Internet-Archive).

### Einzelaspekte
- Gerhard Fittkau: Der Begriff des Mysteriums bei Johannes Chrysostomos. Eine Auseinandersetzung mit dem Begriff des „Kultmysteriums“ in der Lehre Odo Casels. Bonn 1953.
- Andreas Heiser: „Bist du ein Christ? Warum machst du denn so eifrig bei den Juden mit?“ Christliche Sabbatbeobachtung im Spiegel der Polemik des Johannes Chrysostomos. In: Anselm Schubert (Hrsg.): Sabbat und Sabbatobservanz in der Frühen Neuzeit. Heidelberg 2016, S. 18–38
- Sam Kennerley: The reception of John Chrysostom in early modern Europe: translating and reading a Greek Church Father from 1417 to 1624. (Arbeiten zur Kirchengeschichte, 157). De Gruyter, Berlin 2023. – Rezension von Annet den Haan, Bryn Mawr Classical Review 2023.09.36
- Peter Klasvogt: Leben zur Verherrlichung Gottes – Botschaft des Johannes Chrysostomos. Ein Beitrag zur Geschichte der Pastoral. Bonn 1992, ISBN 3-923946-22-8.
- Peter Kohlgraf: Die Ekklesiologie des Epheserbriefes in der Auslegung durch Johannes Chrysostomus. Eine Untersuchung zur Wirkungsgeschichte paulinischer Theologie. Verlag Borengässer, Bonn / Alfter 2001, ISBN 3-923946-53-8.
- Jan Stenger: Johannes Chrysostomos und die Christianisierung der Polis: „Damit die Städte Städte werden“. Tübingen 2019.
- Claudia Tiersch: Johannes Chrysostomus in Konstantinopel (398–404). Weltsicht und Wirken eines Bischofs in der Hauptstadt des Oströmischen Reiches. Tübingen 2002.